# 古斯曼港
古斯曼港是哥倫比亞的城鎮，位於該國南部，由普圖馬約省負責管轄，距離首府莫科阿50公里，面積4,340平方公里，海拔高度557米，2008年人口22,931。
0°58′N 76°35′W / 0.967°N 76.583°W